# Karudzhikh
 (septembre 2014).
Le village de Karudzhikh se situe dans la République autonome de Nakhitchevan en Azerbaïdjan.